# طبخ

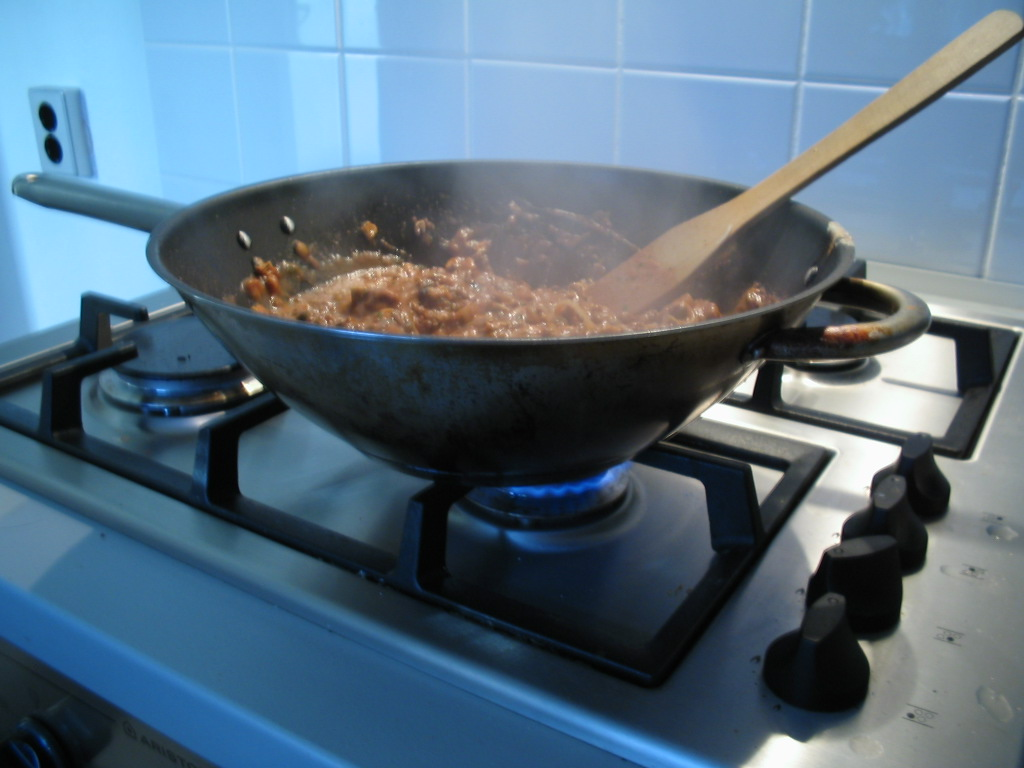
طهو الطعام على المقلاة.

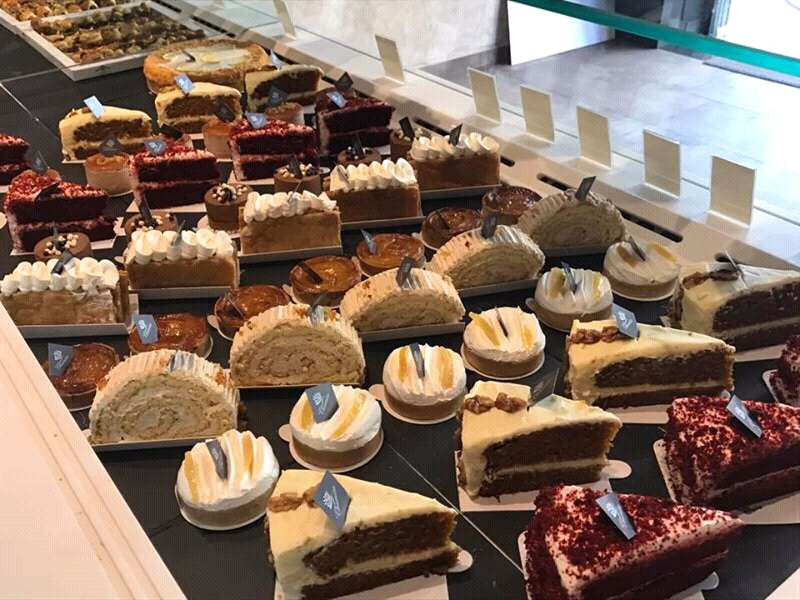
حلويات مغربية

الطبخ أو الطهو أو الطهي أو إنضاج الطعام هو عملية لجعل المواد الغذائية جاهزة للأكل بتسخينه. يمكن للناسَ طهوُ الطعام على النار عن طريق استخدام الخشب أو الفحم ، مع موقد يستخدم البروبان أو الغاز الطبيعي ، أو مع موقد يستخدم الكهرباء. الفرن هو مكان يشبه الصندوق فيه نار. وقد بنى الناس أيضا أفرانًا من الطين والطوب .
لطهو الطعام عدة طرق. عادةً يُغلى الطعام بطهوه في الماء . وعادة في طهو الطعام نستخدم بعض أنواع الأوعية كالفرن الهولندي وأدوات القلي. الناس في بعض الأحيان يطهون الطعام من خلال وضعه مباشرة على النار. قبل أن تُطهى الأطعمة، يُقال إنها خام. بعض الأطعمة جيدة وهي خام.
هناك أنواع متعددة من المطابخ في الوطن العربي مثل: المطبخ المغربي والمطبخ المصري والمطبخ الشامي والمطبخ الخليجي. ويطلق على طاهي الطعام بالطباخ.

## الأساليب
الطهي عن طريق البخار: وتسمى أيضا الطهي على البخار إذ يتم غلي الماء باستخدام النار ومن ثم يتم استخدام الدخان المتصاعد لتسخين الطعام أو طهيه. وقد اشتهرت بهذه الطريقة المطابخ المغربية منذ القدم.
الطهي عن طريق الماء: يتم  غلي الماء اولا ثم بعد ذلك وضع الطعام مباشرة في الماء بعد الغلي.
الطهي عن طريق الزيت: يتم وضع الزيت وتسخينه  علي النار ثم وضع الطعام.
الطهي عن طريق النار: هذه الطريقة تعرف بالشواء. يتم فيها تسخين الشواء ثم بعد ذلك وضع الطعام.

## بعض الوجبات
- أصابع الدجاج
- شوربة الدجاج
- فلافل
- مقلوبة
- مكرونة النجرسكو
- بيتزا
- كشري
- فطيرة الدجاج